# Океанска белоперка
Океанска белоперка (лат. Carcharhinus longimanus) велики је пелагијалски морски пас који живи у тропским и умерено топлим морима. Његово тело се истиче по дугим белим и заобљеним перајима. Иако је спора, ова врста доста је агресивна, напада друге рибље врсте, али и људе. Недавна истраживања показала су да популација океанске белорепке драстично опада, јер је њено велико пераје цењено као главни састојак супе.

## Таксономија и станиште
Ову врсту открио је 1831. године природњак Рене Лесон који ју је назвао Carcharhinus maou. Након тога врсту је 1861. године описао кубанац Филипе Пој и назвао је Squalus longimanus. Дуго се за ову врсту користио назив Pterolamiops longimanus, а longimanus се односи на велико пераје ове рибе, а на латинском језику значи „дуге руке”. Према међународној зоолошкој комисији објављено је да би званични научни назив за ову врсту требао да гласи Carcharhinus maou, међутим Лесоново име остало је заборављено па је Carcharhinus longimanus и даље широко прихваћено.
Ова врста заступљена је у дубинама океана на температури већој од 18 °C, а преферира воде којима су температуре између 20 и 28 °C и подручја на којима је температура нешто мања од наведених. Некада је океанска белоперка била распрострањена широм света, али по последњим студијама, њен број се драстично смањио. Током анализе која је трајала од 1992. до 2000. године и обухватила северозападни, западни и централни део Атлантског океана, процењено је да је у овом периоду на овом простору 70% мање јединки океанске белоперке. У водама Гулмарна у Шведској, септембра 2004. године виђена је океанска белоперка дужине 2,3 метара, која је брзо након тога угинула. Већину времена океанска белоперка проводи на дубини од 150 метара, преферира дубокоокеанска подручја. Према подацима, налазе се на великим удаљеностима од копна, а повремено у њиховој близини, у водама плитким око 37 метара око острва Хаваји. За разлику од већине других риба, океанска белоперка нема дневни циклус и активна је ноћу. Њен стил пливања је спор, а пераја су доста раширена.
Најзначајније карактеристике океанске белоперке су дугачка леђна пераја налик крилима. Пераја су им знатно већа од пераја других морских паса и упадљиво заобљена. Нос јој је заобљен такође, а очи кружне са мембранама. Највећа океанска белоперка икада уловљена била је дужине 4 метара, а већина њих не прелази дужину од 3 метара. Најтежи примерак икада уловљен имао је 170 килограма. Женка је обично до 10 цм већа од мужјака, а она достиже сексуалну зрелост када буде дужине од 1,8 до 2 метара, док мужјаци имају пуну зрелост када су дужине од 1,7 до 1,9 метара. У Мексичком заливу педесетих година 20. века просечна тежина океанских белоперки била је 86,4 килограма, а на истом подручју током деведесетих година 20. века просечна тежина била је 56,1 килограм. Већина пераја имају беле врхове (млади примерци, а неки изгубе током година). Поред белих врхова, пераја могу имати мрље, а млади примерци могу имати црне мрље по телу. Ова врста има неколико врста зуба, они на доњој чељусти су танки и оштри, релативно мали и трогуласти. Између тринаест и петнаест зуба налази се са обе стране симфизе. Зуби у горњој вилици су такође троугласти, али много већи, има их четрнаест до петнаест са сваке стране симфизе.

## Исхрана и станиште
Океанска белоперка храни се белоношцима и кошљорибама. Међутим, њена исхрана може бити далеко разноврснија и мање селективнија, познато је да једе и морске корњаче, птице, ракове и лешине сисара који укључују баракуде, туне, Carangidae и многе друге. Када се храни, океанска белоперка постаје агресивна. Обично је усамљена и споро се креће. Групе се формирају једино због хране, а раздавајање у групе по полу и величини се не догађа.
Сезона парења одржава се током лета у северозападном делу Атлантског океана и у југозападном делу Индијског океана, али су пронађене и женке у Тихом океану са ембрионима током целе године, што сугерише да је тамо сезона парења доста дужа. Ембриони се развијају у материци, а период гестације је годину дана. Сексуална зрелост океанска белоперка достиже када буде дужине око 1,75 м за мужајке и 2 м за женке.
Океанска белоперка се једе свежа, димљена, сушена и сољена, а корити се и њена кожа. Подложна је притиску риболова у свим водама које настањује. Истраживач океана Џејкс Коста описао је океанску белорепку као једну од најопаснијих од свих морских паса.
Након што је 30. јула 1945. године торпедован брод USS Indianapolis, већина морнара који су преживели, касније су преминули од рана, а не од уједа морских паса. Међутим, према извештајима преживелих који су објављени у неколико књига, стотине морнара убијено је од стране океанских белоперки, пре него што их је авион приметио. Сматра се да је ова врста морског пса одговорна за већину смрти и повреда, а можда и за све. Такође, током Другог светског рата, брод RMS Nova Scotia погодила је немачка подморница. Око 1000 људи је завршило у води, а преживела су 192 човека, док су смртни случајеви приписани океанској белоперки. Током друге студије о океанским белоперкама у Мексичком заливу процењено је да је од средине педесетих година 20. века до деведесетих, океанских белоперки мање 99,3%, највише због риболовне праксе. Због великог броја мање јединки у свету, ова врста се налази у категорији критично угрожене на Црвеној листи IUCN. Према споразуму Уједињених нација из 1995. године о очувању и управљању рибљег фонда, усвојене су мере заштите ове врсте, а напредак је видљив. Од 3. јануара 2013. године ова врста морског пса у потпуности је заштићена на Новом Зеланду према Закону о дивљини из 1953. године. Министарство заштите природе Новог Зеланда квалификовало је ову врсту као мигранта и угрожену врсту.